# جراردو گارسیا لئون
جراردو گارسیا لئون (انگلیسی: Gerardo García León؛ زادهٔ ۷ دسامبر ۱۹۷۴) بازیکن فوتبال اهل اسپانیا است.
از باشگاه‌هایی که در آن بازی کرده‌است می‌توان به باشگاه فوتبال رئال مادرید سی، باشگاه فوتبال رئال سوسیداد، باشگاه فوتبال رئال مادرید، باشگاه فوتبال رئال مادرید کاستیا، باشگاه فوتبال کوردوبا، باشگاه فوتبال اوساسونا، باشگاه فوتبال لگانس، باشگاه فوتبال مالاگا، باشگاه فوتبال ویارئال، و باشگاه فوتبال والنسیا اشاره کرد.
وی همچنین در تیم‌های ملی فوتبال زیر ۱۶ سال اسپانیا، زیر ۱۷ سال اسپانیا، زیر ۱۸ سال اسپانیا، زیر ۱۹ سال اسپانیا، و زیر ۲۳ سال اسپانیا بازی کرده‌است.